# Radix balthica
Espèce
Statut de conservation UICN

 LC  : Préoccupation mineure
Radix balthica, la limnée commune ou limnée ovale est un escargot pulmoné d'eau douce qui mesure 1 à 2 cm de long. En Europe, c'est la limnée la plus commune, présente dans la majorité des mares permanentes et les petites rivières. Sur d'autres continents, elle est considérée comme invasive.

## Description
La coquille est dextre, translucide, en forme de goutte. La pointe de la coquille est plus discrète que chez Radix auricularia. Sous la coquille, le manteau est orné de taches pâles et sombres. Le pied est vert pâle et recouvert de petites taches brillantes. Les tentacules sont triangulaires, larges et plats. Les yeux se trouvent sur le bord intérieur des tentacules.
La forme et la taille de la coquille peuvent fortement changer d'une souche à l'autre en fonction des paramètres du milieu.

## Biologie
Cette limnée respire l'air par un poumon, mais absorbe aussi l'oxygène de l'eau par la peau. Ses antennes courtes et larges augmentent la surface de sa peau, lui permettant d'absorber plus d'oxygène. Le sang de cet escargot contient de l'hémocyanine, responsable de la couleur vert pâle de son pied.
Elle se nourrit d'algues, de biofilms bactériens, de protozoaires et de détritus. À la différence de la grande limnée et de la limnée columelle, elle ne mange pas les plantes en bonne santé.
Radix balthica est hermaphrodite mais pas autoféconde. Lors de la copulation la limnée jouant le rôle du mâle monte sur celle jouant le rôle de femelle et descend son pénis jusqu'à l'orifice de celle-ci. Plusieurs individus peuvent se superposer de cette façon, certains jouant donc en même temps le rôle du mâle et de la femelle.
Les œufs sont pondus sur les surfaces dures, les plantes et les algues aquatiques. Les pontes forment des boudins gélatineux de l'ordre du centimètre de long. A l'éclosion, la limnée est une version miniature de ses parents (il n'y a pas de stade larvaire).

## Galerie

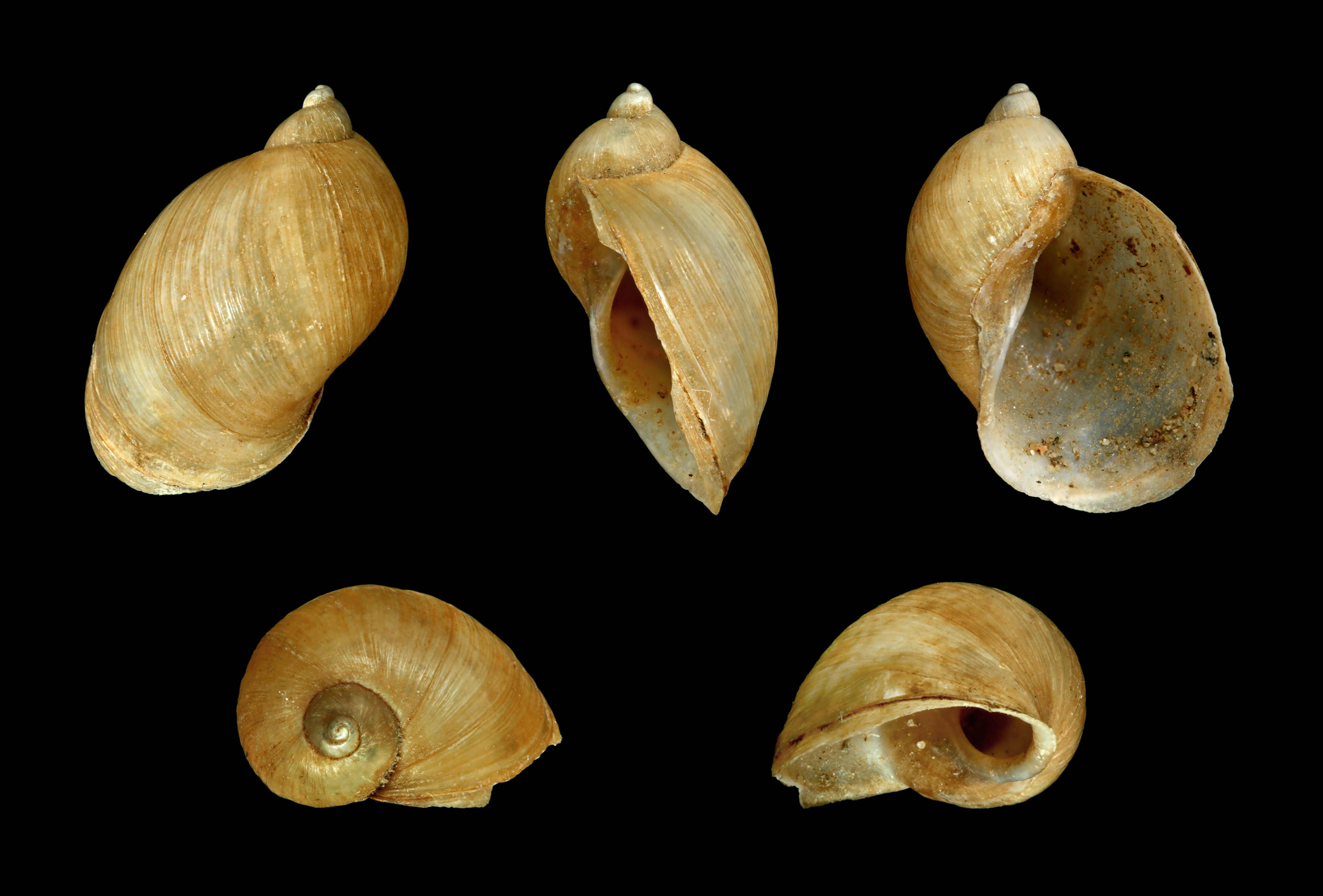
coquille de Radix Balhica
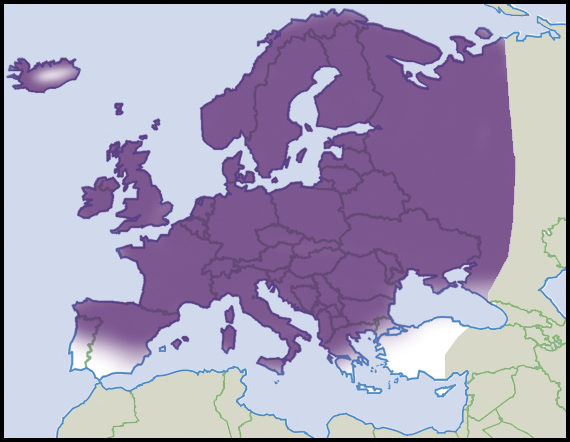
Répartition européenne, état des connaissances en 2012
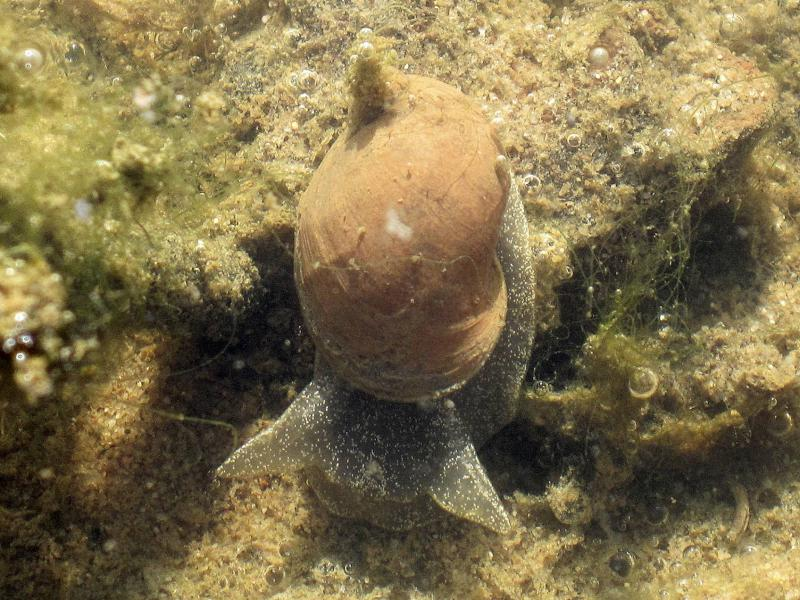
Une limnée commune se déplaçant sur le sable

## Aquariophilie
La limnée commune est souvent maintenue en aquarium, où elle arrive sous forme d'œufs sur les plantes, mais est presque toujours confondue avec la limnée columelle et les physes. C'est l'une des seules limnées européennes à s'adapter aux eaux chaudes.